# Henny Schermann
Henny Schermann (Francoforte sul Meno, 19 febbraio 1912 – Bernburg, 1942) fu una ragazza lesbica di origini ebraiche internata nei campi di concentramento nazisti durante l'Olocausto.

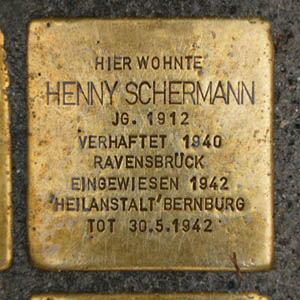
Pietra d'inciampo in memoria di Henny Schermann

Henny Schermann fu la prima di tre figli di una coppia ebrea; il padre era un emigrante russo, la madre tedesca. Dopo la presa del potere del Partito Nazionalsocialista Tedesco dei Lavoratori nel 1933 tutte le ebree furono costrette, per un decreto di legge, ad apporre il nome Sara dopo il nome originale, come infamante marchio di appartenenza alla "razza" ebraica. Nonostante questo la Schermann, di professione commessa, si rifiutò di utilizzare il secondo nome e continuò a frequentare i locali omosessuali illegali di Francoforte.
Nel marzo del 1940, la Schermann venne arrestata ed internata presso il campo di concentramento femminile di Ravensbrück, dove, sul dorso della foto segnaletica il medico eugenista Friedrich Mennecke scrisse:
Dopo due anni trascorsi in campo di concentramento la Schermann venne inviata presso l'ospedale psichiatrico di Bernburg, nei pressi di Magdeburgo, specializzato nell'eliminazione di elementi "asociali" dove venne uccisa in una camera a gas.
La Schermann venne indubbiamente uccisa perché ebrea, ma i dati riportati sulla foto segnaletica, l'interesse diretto del medico eugenista del campo di Ravensbrück e l'invio presso l'ospedale psichiatrico di Bernburg, mostrano come le autorità perseguissero un'attenta repressione sull'omosessualità femminile, colpevole, secondo l'ideologia nazista, di abbassare i tassi di natalità del Reich e indebolire la "razza padrona".